# Sông Niagara
Sông Niagara là một con sông chảy về phía bắc từ hồ Erie với hồ Ontario. Nó tạo thành một phần của các biên giới giữa tỉnh Ontario ở Canada và tiểu bang New York tại Hoa Kỳ. Có giả thuyết khác nhau về nguồn gốc của tên của con sông. Theo học giả người Iroquois Bruce Trigger, "Niagara" có nguồn gốc từ tên được đặt cho một chi nhánh của cư dân bản địa, những người được mô tả với tên gọi là "Niagagarega".
Sông dài khoảng 56 km và có thác Niagara trên dòng chảy của nó.